# Van E. Chandler
Van Edgar Chandler (Kemp, 5 de março de 1925 – Greeley, 11 de março de 1998) foi um coronel da Força Aérea dos Estados Unidos e um ás da aviação, creditado por destruir cinco aeronaves inimigas em combate aéreo durante a Segunda Guerra Mundial, tornando-se o as da aviação mais jovem das Forças Armadas dos Estados Unidos. Ele realizou missões na Guerra da Coreia e na Guerra do Vietnã, antes de sua aposentadoria da Força Aérea em 1974 com o posto de coronel.

## Vida pregressa
Chandler nasceu em 1925 em Kemp.

## Carreira militar
Em fevereiro de 1943, ele se alistou na Força Aérea do Exército dos Estados Unidos, mas foi inicialmente rejeitado devido à sua idade jovem. Em março de 1943, ele foi autorizado a se alistar e entrar em serviço ativo. Em janeiro de 1944, ele conquistou suas asas e a patente de segundo tenente.

### Segunda Guerra Mundial

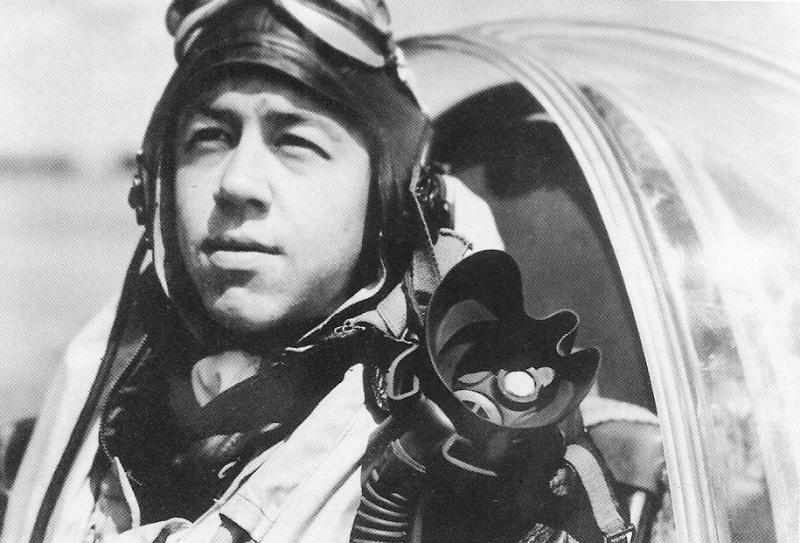
Chandler a bordo de seu P-51 Mustang durante a Segunda Guerra Mundial

Em junho de 1944, ele foi designado para o 336º Esquadrão de Caça do 4º Grupo de Caça no Teatro Europeu de Operações. Baseado em RAF Debden, ele realizou missões no North American P-51 Mustang. Durante uma missão uma semana após sua chegada na Inglaterra, o P-51 de Chandler sofreu uma falha e ele teve que saltar de paraquedas sobre a Alemanha. Após sua fuga, ele foi acolhido por uma família belga até ser resgatado pelo Exército Britânico.
Após retornar à sua unidade, ele obteve sua primeira vitória aérea em 12 de setembro, quando abateu um Focke-Wulf Fw 190 sobre Wiesbaden, Alemanha. Ele conquistou sua segunda vitória aérea em 6 de novembro. No Dia de Natal de 1944, ele abateu um Fw 190 e um Messerschmitt Bf 109 sobre Koblenz. Ele alcançou o status de ás da aviação no Dia de Ano Novo de 1945, quando abateu um Bf 109 sobre Uelzen aos 19 anos, tornando-se o piloto mais jovem das Forças Armadas dos Estados Unidos a alcançar esse status. Em 29 de janeiro de 1945, ele foi nomeado Oficial Assistente de Operações e Artilharia do 336º Esquadrão de Caça.
Durante a Segunda Guerra Mundial, Chandler foi creditado com a destruição de cinco aeronaves inimigas em combate aéreo, além de quatro destruídas em solo durante ataques a campos de aviação inimigos. Enquanto servia com o 4º FG, ele voava P-51s com o nome "Wheezy".

### Guerra Fria

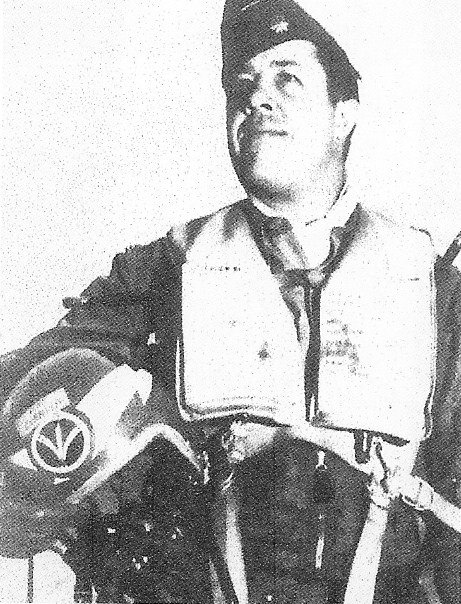
Chandler durante a Guerra da Coreia

Após o fim da Segunda Guerra Mundial, Chandler foi designado para o 76º Esquadrão de Caça em Guam e, em dezembro de 1948, foi designado para o 61º Esquadrão de Caça-Interceptor.
Em setembro de 1951, ele foi promovido ao posto de major e, em dezembro de 1951, foi designado para o 25º Esquadrão de Caça-Interceptor do 51º Ala de Caça-Interceptor na Base Aérea de Suwon na Coreia do Sul durante a Guerra da Coreia. Durante a guerra, ele foi creditado por abater três Mikoyan-Gurevich MiG-15 enquanto voava no F-86 Sabre, elevando seu total de vitórias aéreas para oito.
Após seu retorno da Coreia, Chandler serviu com o Comando de Defesa Aérea na Base da Força Aérea de Ent no Colorado e como oficial do projeto Lockheed F-104 Starfighter na Base Aérea Edwards na Califórnia, de 1952 a 1956. Em março de 1958, ele frequentou o Colégio de Estado-Maior da Real Força Aérea em Londres, Inglaterra e no mesmo ano, atuou como comandante do 22º Esquadrão de Caça Tático na Base Aérea de Bitburg na Alemanha Ocidental. Em 1961, foi designado para a sede do Comando Aéreo Estratégico na Base da Força Aérea de Offutt em Nebraska e, em agosto de 1967, foi designado para a sede da Força Aérea dos Estados Unidos no Pentágono.
Após frequentar o Colégio de Guerra Aérea de agosto de 1968 a agosto de 1969, Chandler foi designado como Vice-Comandante de Operações da 31ª Ala de Caça Tática na Base Aérea de Tuy Hoa no Vietnã do Sul durante a Guerra do Vietnã. Ele realizou missões no North American F-100 Super Sabre durante a guerra até agosto de 1970.
Sua última atribuição foi no Aeroporto Internacional de Duluth em Minnesota, onde atuou como Vice-Comandante de Operações da 23ª Região de Defesa Aérea Continental da NORAD, de junho de 1972 até sua aposentadoria da Força Aérea em agosto de 1974.

## Vida posterior
Chandler foi casado com Mary Elizabeth, nascida Weber. O casal teve uma filha e três netos.
Após sua aposentadoria da Força Aérea, Chandler e sua família se mudaram para Greeley. Ele se formou em administração de empresas pela Universidade do Norte do Colorado. Chandler faleceu de câncer em 11 de março de 1998, aos 73 anos. De acordo com seu desejo, ele foi cremado e suas cinzas foram espalhadas sobre as Pawnee Buttes.

## Créditos de vitórias aéreas
| Data                    | Nº | Tipo                    | Localização         | Aeronave pilotada | Unidade atribuída |
| ----------------------- | -- | ----------------------- | ------------------- | ----------------- | ----------------- |
| 12 de setembro de 1944  | 1  | Focke-Wulf Fw 190       | Wiesbaden, Alemanha | P-51B Mustang     | 336 FS, 4 FG      |
| 6 de novembro de 1944   | 1  | Fw 190                  | Minden, Alemanha    | P-51D Mustang     | 336 FS, 4 FG      |
| 25 de dezembro de 1944  | 1  | Messerschmitt Bf 109    | Koblenz, Alemanha   | P-51D Mustang     | 336 FS, 4 FG      |
| 25 de dezembro de 1944  | 1  | Fw 190                  | Koblenz, Alemanha   | P-51D Mustang     | 336 FS, 4 FG      |
| 1 de janeiro de 1945    | 1  | Bf 109                  | Uelzen, Alemanha    | P-51D Mustang     | 336 FS, 4 FG      |
| 6 de janeiro de 1952    | 1  | Mikoyan-Gurevich MiG-15 | Coreia do Norte     | F-86 Sabre        | 25 FIS, 51 FIW    |
| 20 de fevereiro de 1952 | 1  | MiG-15                  | Coreia do Norte     | F-86 Sabre        | 25 FIS, 51 FIW    |
| 27 de fevereiro de 1952 | 1  | MiG-15                  | Coreia do Norte     | F-86 Sabre        | 25 FIS, 51 FIW    |

FONTES: Air Force Historical Study 85: USAF Credits for the Destruction of Enemy Aircraft, World War II e Air Force Historical Study 81: USAF Credits for the Destruction of Enemy Aircraft, Korean War, Freeman 1993

## Prêmios e condecorações
Suas condecorações incluem:
|  |                                                                   |
|  | Distintivo de Piloto Comandante da Força Aérea dos Estados Unidos |

| Bronze oak leaf cluster · Predefinição:Ribbon devices/alt                                                                               | Legião do Mérito com uma folha de carvalho de bronze                                         |
| Bronze oak leaf cluster · Bronze oak leaf cluster · Predefinição:Ribbon devices/alt                                                     | Cruz de Voo Distinto com duas folhas de carvalho de bronze                                   |
| Predefinição:Ribbon devices/alt | Medalha de Serviço Meritório                                                                 |
| Silver oak leaf cluster · Silver oak leaf cluster · Bronze oak leaf cluster · Bronze oak leaf cluster · Predefinição:Ribbon devices/alt | Medalha do Ar com duas folhas de carvalho de prata e duas de bronze                          |
| Predefinição:Ribbon devices/alt | Medalha de Comenda do Serviço Conjunto                                                       |
| Predefinição:Ribbon devices/alt | Medalha de Comenda do Exército                                                               |
| Predefinição:Ribbon devices/alt | Medalha da Campanha Americana                                                                |
| Bronze star · Bronze star · Bronze star · Predefinição:Ribbon devices/alt                                                               | Medalha de Campanha Europeia-Africana-Médio Oriental com três estrela de campanhas de bronze |
| Predefinição:Ribbon devices/alt | Medalha de Vitória da Segunda Guerra Mundial                                                 |
| Bronze star · Predefinição:Ribbon devices/alt                                                                                           | Medalha de Serviço de Defesa Nacional com uma estrela de serviço de bronze                   |
| Predefinição:Ribbon devices/alt | Medalha de Serviço Coreano                                                                   |
| Bronze star · Bronze star · Predefinição:Ribbon devices/alt                                                                             | Medalha de Serviço do Vietnã com duas estrela de campanha de bronze                          |
| Silver oak leaf cluster · Bronze oak leaf cluster · Predefinição:Ribbon devices/alt                                                     | Prêmio de Longevidade do Serviço da Força Aérea com folhas de carvalho de prata e bronze     |
| Predefinição:Ribbon devices/alt | Medalha de Reserva das Forças Armadas                                                        |
| Predefinição:Ribbon devices/alt | Cruz de Galanteria da República do Vietnã - Unidade de Citação                               |
| Predefinição:Ribbon devices/alt | Medalha de Serviço das Nações Unidas para a Coreia                                           |
| Predefinição:Ribbon devices/alt | Medalha da Campanha do Vietnã                                                                |
| Predefinição:Ribbon devices/alt | Medalha de Serviço da Guerra da Coreia                                                       |

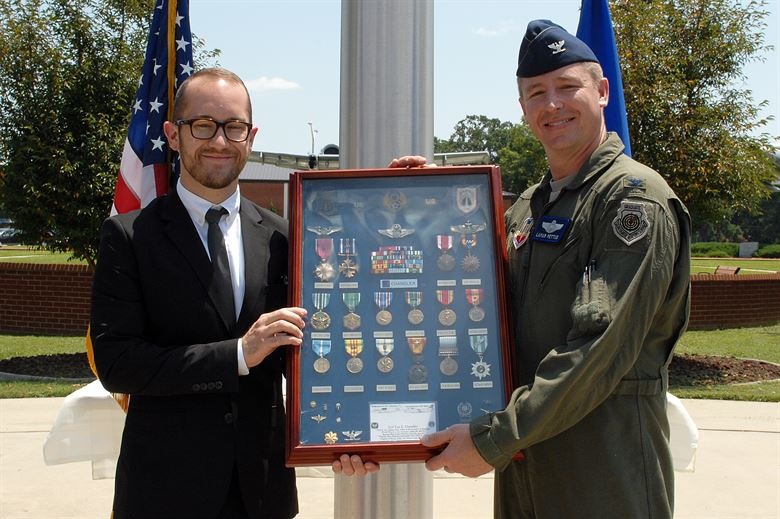
Thomas Nash (esquerda), neto de Van Chandler, apresenta uma shadow box das medalhas de seu avô ao Coronel Lamar Pettus, vice-comandante da 4ª Ala de Caça, durante uma cerimônia na Base Aérea de Seymour Johnson (2013).

- Medalha de Ouro do Congresso (2015)[3]

### Citações
1. ↑  Heidicker, Roy (7 de agosto de 2013). «Youngest American WWII ace remembered [UPDATED]». Air Combat Command. Consultado em 3 de setembro de 2023. Arquivado do original em 3 de setembro de 2023
2. 1 2 3 4 5  «Van E. Chandler». Veteran Tributes. Consultado em 1 de setembro de 2023. Arquivado do original em 1 de setembro de 2023
3. 1 2 3 4  Pettit, Emma (3 de agosto de 2015). «Greeley World War II fighter pilot receives congressional medal posthumously». Greeley Tribune. Consultado em 3 de setembro de 2023. Arquivado do original em 3 de setembro de 2023
4. 1 2 3 4 5 6 7 8  «Van E. Chandler» (PDF). 4th Fighter Group Association. Consultado em 3 de setembro de 2023. Arquivado do original (PDF) em 10 de março de 2023
5. ↑  Eric Hammel (21 de novembro de 2020). Air War Europa Chronology: America's Air War Against Germany In Europe and North Africa 1942–1945. [S.l.: s.n.] 690 páginas. ISBN 9798569101122. Consultado em 3 de agosto de 2023. Arquivado do original em 19 de setembro de 2023
6. ↑  Wylie, Arthur (2005). Aerial Victories of the Jet Era. [S.l.]: Lulu.com. 59 páginas. ISBN 9781411665989. Consultado em 3 de setembro de 2023. Arquivado do original em 19 de setembro de 2023
7. ↑  «Mary "Betty" Elizabeth Chandler». Dignity Memorial. 2021. Consultado em 3 de setembro de 2023. Arquivado do original em 3 de setembro de 2023
8. ↑  «Van Chandler». Military Times of Valor. Consultado em 3 de setembro de 2023. Arquivado do original em 9 de abril de 2023
9. ↑  «Republic of Korea Korean War Service Medal». Air Force Personnel Center. Consultado em 3 de setembro de 2023. Arquivado do original em 8 de junho de 2023